# 민족문제연구소의 친일인명사전 수록자 명단 - 친일단체
민족문제연구소의 친일인명사전 수록예정자 명단 - 친일단체는 2008년 민족문제연구소가 발표한 친일인명사전 수록예정자 명단 중 친일단체 분야에 분류된 이들의 명단이다.

## 친일단체 분야 목록 (484명)

### 가
| - 강근도 (姜根道) - 강병순 (姜柄順) - 강병주 (姜昞周) - 강성구 (康星九) - 강영균 (康永勻) - 강영희 (姜永希) - 강용희 (康容禧) - 강이황 (姜利璜) - 중추원 - 강인우 (姜麟祐) - 경찰 - 강일성 (康一成) - 강홍범 (康弘範) - 고덕환 (高德煥) - 고용덕 (高用德) - 고용종 (高用宗) - 고응민 (高應敏) - 고청룡 (高靑龍) - 고황경 (高凰京) - 교육/학술 - 고희준 (高羲駿) - 관료 - 구연수 (具然壽) - 중추원, 경찰 - 구창조 (具昌祖) - 국기연 (鞠基淵) - 궁사청 (弓士淸) - 궁하일 (弓河一) - 권병수 (權秉洙) - 권우섭 (權友燮) - 권중기 (權重基) - 권태동 (權泰東) - 길태홍 (吉泰弘) - 김갑명 (金甲明) - 김경식 (金瓊植) - 김경호 (金卿鎬) - 김광엽 (金光燁) - 김광현 (金廣鉉) - 김구순 (金龜淳) - 김권형 (金權衡) - 김규대 (金圭大) - 김규창 (金奎昌) - 김기수 (金基秀) - 중추원 - 김기주 (金基周) - 김기찬 (金基燦) - 김덕선 (金德善) | - 김동일 (金東日) - 김동진 (金東進) - 언론/출판 - 김동현 (金東顯) - 김두명 (金斗明) - 김두정 (金斗禎) - 김두천 (金斗天) - 관료 - 김명준 (金明濬) - 중추원, 제국의회 - 김명진 (金明鎭) - 김명집 (金明集) - 김몽필 (金夢弼) - 김병걸 (金炳杰) - 김병규 (金柄圭) - 김병순 (金秉淳) - 김병익 (金炳翊) - 김복수 (金福綏) - 김봉기 (金鳳基) - 김사연 (金思演) - 중추원 - 김사영 (金士永) - 김상익 (金相翊) - 김석연 (金錫淵) - 김석진 (金錫晋) - 김석태 (金錫泰) - 김선술 (金善述) - 김선재 (金善在) - 관료 - 김성렬 (金聖烈) - 김세장 (金世長) - 김세진 (金世鎭) - 김시현 (金時鉉) - 김신석 (金信錫) - 김연상 (金演翔) - 김연식 (金演植) - 김영걸 (金永杰) - 김영구 (金永九) - 김영설 (金永卨) - 김영우 (金永佑) - 김영준 (金泳駿) - 김영희 (金暎禧) - 김예현 (金禮顯) - 관료 - 김용진 (金容鎭) - 김윤덕 (金潤悳) - 김윤혁 (金潤赫) | - 김응구 (金應球) - 김인창 (金仁昌) - 김인하 (金仁河) - 김일수 (金日洙) - 김재곤 (金載坤) - 김재룡 (金在龍) - 김재순 (金在珣) - 김재익 (金在翊) - 김재홍 (金在弘) - 김재환 (金在煥) - 중추원, 관료 - 김정국 (金鼎國) - 김정규 (金晶奎) - 김정민 (金禎敏) - 김정호 (金貞浩) - 김제홍 (金濟弘) - 김종완 (金鍾完) - 김종헌 (金宗憲) - 김준모 (金浚模) - 김준섭 (金俊燮) - 김지련 (金知鍊) - 김진태 (金振泰) - 김진하 (金鎭夏) - 김창도 (金昌道) - 김태섭 (金泰燮) - 김태익 (金泰益) - 김태헌 (金泰憲) - 김태형 (金台衡) - 경찰 - 김태훈 (金泰勳) - 김택용 (金澤勇) - 김택현 (金澤鉉) - 김한경 (金漢卿) - 교육/학술 - 김한기 (金漢基) - 김해룡 (金海龍) - 경찰 - 김형태 (金衡泰) - 관료 - 김호중 (金浩重) - 김홍건 (金鴻健) - 김환 (金丸) - 언론/출판 - 김환성 (金煥聖) - 김효순 (金孝淳) - 김효진 (金孝鎭) |

### 나
| - 남정관 (南廷觀) - 노성석 (盧聖錫) - 언론/출판 | - 노신근 (盧信根) - 노영근 (盧榮根) | - 노응린 (盧應麟) - 노정규 (盧禎圭) |

### 다
| - 동운경 (董雲卿) |

### 마
| - 문명기 (文明琦) - 중추원, 경제 - 문의홍 (文義泓) - 문익주 (文翊周) | - 민영은 (閔泳殷) - 중추원 - 민원식 (閔元植) - 중추원, 관료, 언론/출판 - 민재기 (閔載祺) - 중추원 | - 민정식 (閔珽植) - 민태직 (閔泰稷) |

### 바
| - 박계일 (朴啓一) - 박구학 (朴九鶴) - 박규양 (朴奎陽) - 박규장 (朴奎章) - 박규철 (朴奎喆) - 박병기 (朴秉箕) - 박병철 (朴炳哲) - 박봉윤 (朴奉允) - 박선철 (朴善哲) - 박성택 (朴性澤) - 박순천 (朴順天) - 교육/학술 - 박승직 (朴承稷) - 경제 - 박영길 (朴永吉) - 박영래 (朴榮來) | - 박영준 (朴榮駿) - 박영철 (朴榮喆) - 중추원, 군, 관료 - 박영효 (朴泳孝) - 중추원 - 박우용 (朴遇用) - 박은양 (朴殷陽) - 박정희 (朴正熙) - 박주율 (朴周율) - 박준영 (朴駿榮) - 박지양 (朴之陽) - 박창서 (朴彰緖) - 박창훈 (朴昌薰) - 박필원 (朴弼遠) - 박해묵 (朴海默) - 박혁준 (朴奕俊) - 박형채 (朴衡采) | - 박호병 (朴鎬秉) - 박희도 (朴熙道) - 언론/출판 - 방낙선 (方洛先) - 방운갑 (方運甲) - 방의석 (方義錫) - 중추원, 경제 - 배동운 (裵東運) - 배상하 (裵相河) - 백기수 (白冀洙) - 백낙원 (白樂元) - 백동수 (白東秀) - 백윤호 (白崙琥) - 백형수 (白瑩洙) - 변기택 (邊基澤) |

### 사
| - 사현필 (史鉉必) - 서병은 (徐炳殷) - 서병조 (徐丙朝) - 중추원 - 서상건 (徐相騫) - 서상환 (徐相煥) - 서은상 (徐恩相) - 서창보 (徐彰輔) - 서채 (徐采) - 석문용 (石文龍) - 선우순 (鮮于(金+筍)) - 중추원 - 성원경 (成元慶) - 중추원 - 성준 (成俊) - 소완규 (蘇完奎) - 손서헌 (孫瑞憲) - 손영목 (孫永穆) - 관료 | - 손응국 (孫應國) - 손재근 (孫在根) - 손치은 (孫致殷) - 손홍원 (孫弘遠) - 송계원 (宋啓源) - 송규환 (宋奎煥) - 송병천 (宋秉天) - 송완섭 (宋完燮) - 송은용 (宋殷用) - 송재철 (宋在喆) - 송종대 (宋鐘大) - 신국원 (申國轅) - 신동원 (申東元) - 신동훈 (申東勳) - 신두현 (辛斗鉉) | - 신문언 (申文彦) - 신병휴 (申秉休) - 신석린 (申錫麟) - 중추원, 관료 - 신승균 (申昇均) - 신영석 (申永錫) - 신영오 (辛永五) - 신의학 (申義學) - 신재정 (申在政) - 신태악 (辛泰嶽) - 신태항 (申泰恒) - 신효범 (申孝範) - 심도풍 (沈導澧) - 심상직 (沈相稷) - 심원섭 (沈元燮) - 심의혁 (沈宜爀) |

### 아
| - 안근모 (安謹模) - 안방렬 (安邦烈) - 안순환 (安淳煥) - 안익수 (安翼洙) - 안인식 (安寅植) - 종교 - 안종국 (安鍾國) - 안준 (安浚) - 안중수 - 안태영 (安泰永) - 양성식 (梁成湜) - 양재익 (梁在翼) - 양정묵 (梁正默) - 해외 - 양주익 (梁柱益) - 양지환 (梁址煥) - 엄주명 (嚴柱明) - 군 - 엄주익 (嚴柱益) - 해외 - 엄준원 (嚴俊源) - 중추원 - 여계보 (呂桂甫) - 염중모 (廉仲模) - 염창순 (廉昌淳) - 예종석 (芮宗錫) - 경제 - 오경식 (吳慶植) - 오긍선 (吳兢善) - 교육/학술 - 오기영 (吳箕泳) - 오두환 (吳斗煥) - 관료, 해외 - 오성룡 (吳成龍) - 오역선 (吳㻛善) - 오왕근 (吳汪根) - 오응선 (吳膺善) - 오필영 (吳必永) - 원덕상 (元悳常) - 중추원 - 원세기 (元世基) - 원수남 (元壽南) - 원응태 (元應泰) - 유길수 (柳吉秀) - 유두환 (柳斗煥) - 유문경 (劉文卿) - 유병문 (劉秉文) - 유병의 (劉柄義) - 유봉기 (柳奉基) - 유봉주 (兪鳳柱) - 유봉현 (兪奉賢) - 유상화 (柳相和) - 유석우 (庾錫祐) - 유영렬 (柳榮烈) - 유재한 (劉載漢) - 유전 (劉銓) - 유제구 (劉濟龜) - 유지훈 (柳志薰) | - 유창만 (柳昌萬) - 유학주 (兪鶴柱) - 유홍종 (劉泓鍾) - 관료 - 윤갑병 (尹甲炳) - 중추원, 관료 - 윤경순 (尹敬順) - 윤귀영 (尹貴榮) - 윤규식 (尹圭植) - 윤달수 (尹達秀) - 윤대섭 (尹大燮) - 윤대식 (尹戴植) - 윤명진 (尹明鎭) - 윤범식 (尹範植) - 윤봉의 (尹鳳儀) - 윤상우 (尹相佑) - 윤상익 (尹相翊) - 윤시병 (尹始炳) - 윤익선 (尹益善) - 윤정식 (尹定植) - 윤창업 (尹昌業) - 윤춘혁 (尹湷赫) - 윤치형 (尹治衡) - 윤치호 (尹致昊) - 중추원, 제국의회, 종교 - 이각종 (李覺鍾) - 이겸로 (李謙魯) - 이겸제 (李謙濟) - 중추원 - 이경렬 (李璟烈) - 이경로 (李敬魯) - 이경하 (李景河) - 이규학 (李圭鶴) - 이규화 (李圭華) - 이근우 (李根宇) - 중추원 - 이기승 (李基承) - 이기찬 (李基燦) - 중추원, 사법 - 이동락 (李東洛) - 이동영 (李東英) - 이동우 (李東雨) - 중추원, 관료 - 이동초 (李東初) - 이동혁 (李東爀) - 관료 - 이두수 (李斗秀) - 이문표 (李文豹) - 이민관 (李民觀) - 이방 (李芳) - 이범승 (李範昇) - 관료 - 이범찬 (李範贊) - 이범철 (李範喆) - 이병림 (李炳林) - 이병립 (李秉立) - 이병연 (李秉淵) - 이병의 (李秉儀) | - 이보현 (李輔炫) - 이석규 (李碩奎) - 이석신 (李錫信) - 이석희 (李錫僖) - 이선학 (李善學) - 이선협 (李善協) - 이성근 (李聖根) - 관료, 경찰 - 이성환 (李晟煥) - 이승우 (李升雨) - 중추원 - 이승운 (李昇運) - 이승한 (李承漢) - 이승현 (李升鉉) - 이승호 (李承灝) - 이영근 (李永根) - 이용구 (李容九) - 이용문 (李龍文) - 이용한 (李容漢) - 관료 - 이우현 (李雨鉉) - 이원규 (李源奎) - 이원보 (李源甫) - 중추원, 관료, 경찰 - 이익성 (李益成) - 이인수 (李寅秀) - 해외 - 이인흡 (李寅洽) - 이정봉 (李楨鳳) - 이정욱 (李正旭) - 이종만 (李鍾萬) - 경제 - 이종용 (李鍾溶) - 이종춘 (李鐘春) - 이준용 (李埈鎔) - 이중현 (李重鉉) - 이찬모 (李燦模) - 이찬요 (李燦堯) - 이창선 (李昌善) - 이창엽 (李昌燁) - 이창환 (李昌煥) - 이치로 (李治魯) - 이태윤 (李泰潤) - 이필구 (李弼揆) - 이학재 (李學宰) - 이항발 (李恒發) - 이행민 (李行敏) - 이현우 (李鉉雨) - 이희덕 (李熙悳) - 이희두 (李熙斗) - 이희섭 (李曦燮) - 임병익 (林炳翊) - 임봉석 (林鳳錫) - 임용상 (林龍相) |

### 자
| - 장동환 (張東煥) - 장두현 (張斗鉉) - 장순창 (張淳昌) - 장진원 (張鎭遠) - 장헌식 (張憲植) - 중추원, 관료 - 장홍식 (張弘植) - 경제 - 전만영 (田晩永) - 전부일 (全富一) - 전성욱 (全聖旭) - 전영배 (全煐培) - 전영조 (全永祚) - 전위현 (全瑋鉉) - 전창근 (全昌根) - 전태현 (全台鉉) - 정경수 (鄭璟洙) | - 정계형 (鄭桂馨) - 정교원 (鄭僑源) - 중추원, 관료 - 정규원 (鄭奎遠) - 정규환 (鄭圭煥) - 정대현 (鄭大鉉) - 중추원 - 정도영 (鄭道永) - 정병조 (鄭丙朝) - 중추원 - 정석모 (鄭碩謨) - 중추원 - 정세진 (丁世鎭) - 정연상 (鄭煉相) - 정용태 (鄭龍泰) - 정원섭 (丁元燮) - 정인순 (鄭寅順) - 정환종 (鄭煥宗) - 조대묵 (趙大黙) | - 조덕하 (趙悳夏) - 조병렬 (趙炳烈) - 조병상 (曺秉相) - 중추원 - 조선하 (趙先夏) - 조성근 (趙聖根) - 조승환 (曹昇煥) - 조용률 (趙鏞律) - 조인성 (趙寅星) - 조진우 (趙鎭羽) - 조흥원 (趙興元) - 주련 (朱鍊) - 주병섭 (朱秉涉) - 주성근 (朱性根) - 경제 - 주학현 (朱學鉉) - 지봉서 (池鳳瑞) |

### 차
| - 차재정 (車載貞) - 차준담 (車濬潭) - 경제 - 차화준 (車華濬) - 천영기 (千英基) - 최건호 (崔健鎬) - 최기남 (崔基南) - 경찰 - 최동섭 (崔東燮) - 경찰 - 최두환 (崔斗煥) - 최병창 (崔炳昌) | - 최상익 (崔相翊) - 최수길 (崔秀吉) - 최양호 (崔養浩) - 중추원, 관료 - 최영구 (崔榮) - 최영년 (崔永年) - 언론/출판 - 최영욱 (崔永旭) - 최운섭 (崔雲燮) - 최원교 (崔愿敎) - 최정규 (崔晶圭) - 해외 | - 최정덕 (崔廷德) - 관료 - 최정묵 (崔鼎默) - 중추원, 사법 - 최주현 (崔周鉉) - 최준집 (崔準集) - 중추원 - 최진현 (崔鎭見) - 최창학 (崔昌學) - 경제 - 최창호 (崔昌鎬) - 중추원 - 최홍섭 (崔弘燮) |

### 타
| - 탁태윤 (卓泰潤) |

### 파
| - 편상영 (片尙永) |

### 하
| - 하준석 (河駿錫) - 중추원 - 한경원 (韓景源) - 한교연 (韓敎淵) - 한국림 (韓國琳) - 한국현 (韓國顯) - 한규복 (韓圭復) - 중추원, 관료 - 한기방 (韓基邦) - 경제 - 한남규 (韓南奎) - 한보순 (韓普淳) - 한상건 (韓相健) - 한영호 (韓榮浩) - 한욱 (韓旭) - 관료 - 한재익 (韓在翊) - 한정규 (韓貞奎) - 한창회 (韓昌會) | - 한태섭 (韓泰燮) - 한화석 (韓華錫) - 함창현 (咸昌鉉) - 허균 (許均) - 허현 (許玹) - 현영섭 (玄永燮) - 현장호 (玄章昊) - 관료 - 현준호 (玄俊鎬) - 중추원, 경제 - 홍규표 (洪奎杓) - 홍긍섭 (洪肯燮) - 홍남표 (洪南杓) - 홍사훈 (洪思勛) - 홍승균 (洪承均) - 관료 - 홍승원 (洪承嫄) - 교육/학술 | - 홍윤조 (洪允祖) - 홍인순 (洪仁淳) - 홍종덕 (洪鍾悳) - 홍종면 (洪鍾冕) - 홍준 (洪준) - 홍충현 (洪忠鉉) - 경제 - 황규현 (黃圭顯) - 황대원 (黃大元) - 황명중 (黃命仲) - 황석건 (黃石健) - 황정헌 (黃正憲) - 황종국 (黃鍾國) - 중추원 - 황종우 (黃鍾佑) - 황철수 (黃轍秀) |

## 같이 보기
- 친일파 708인 명단 - 일진회
- 친일파 708인 명단 - 친일단체
- 대한민국 정부 발표 친일반민족행위자 명단 - 경제·사회